# 선전 모델

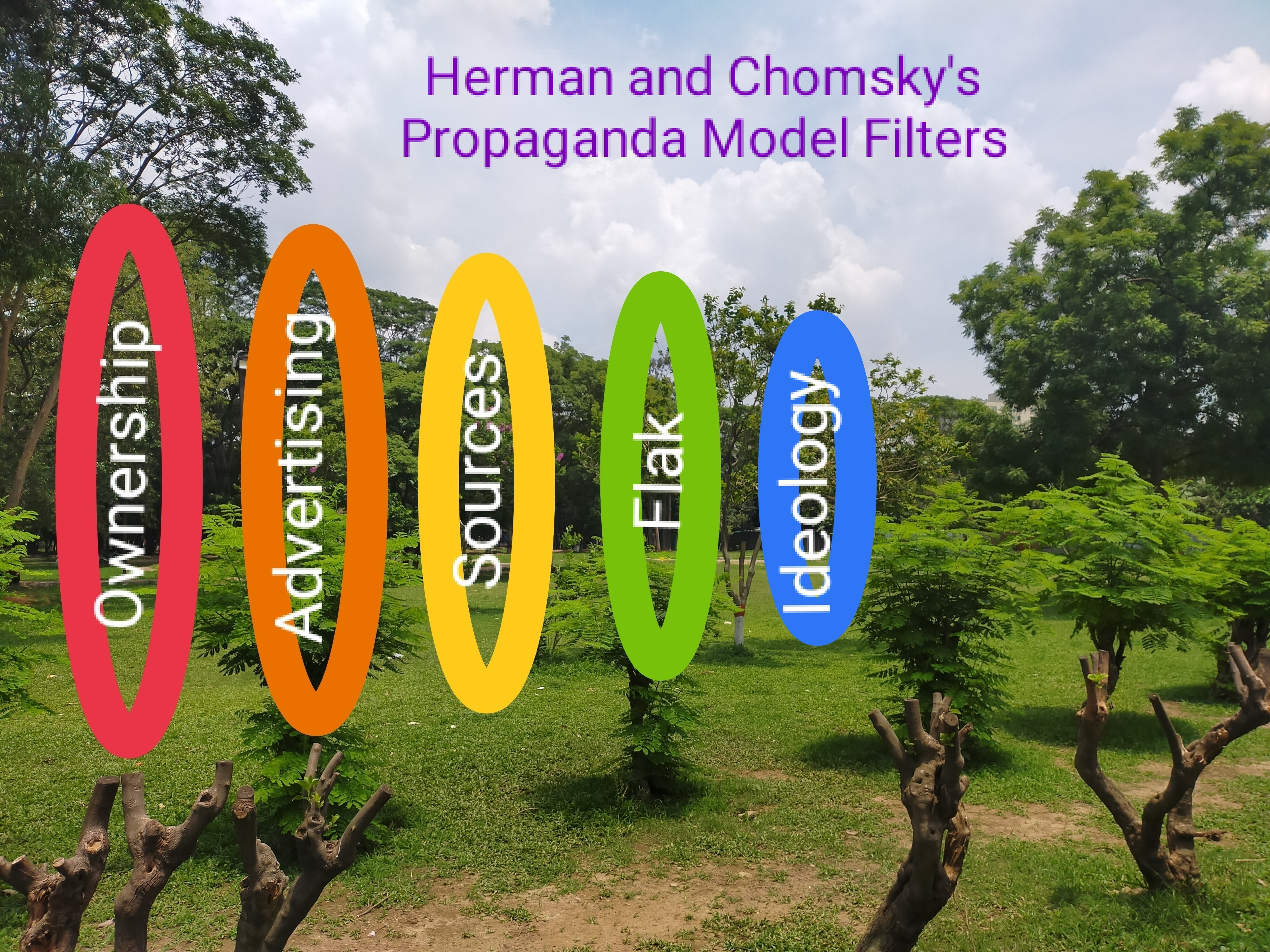
허먼과 촘스키의 선전 모델 5가지 필터

선전 모델 또는 프로파간다 모델(Propaganda model)은 기업 대중 매체에서 선전과 체계적 편견이 어떻게 기능하는지 설명하기 위해 에드워드 S. 허먼(Edward S. Herman)과 노엄 촘스키가 발전시킨 정치경제학의 개념 모형이다. 이 모델은 인구가 어떻게 조작되는지, 그리고 이러한 선전으로 인해 대중의 마음 속에서 국내외 경제, 사회, 정치 정책에 대한 동의가 어떻게 "제조"되는지 설명하려고 한다. 이 이론은 기업 미디어가 구조화되는 방식(예: 광고, 미디어 소유권 집중 또는 정부 소싱)이 본질적인 이해 상충을 야기하고 따라서 반민주적 요소에 대한 선전으로 작용한다고 가정한다.
이 모델은 주로 미국 미디어를 기반으로 했지만 촘스키와 허먼은 이 이론이 미디어 편견의 원인으로 가정하는 기본 경제 구조와 조직 원칙을 공유하는 모든 국가에 동일하게 적용 가능하다고 믿는다. 그들의 평가는 많은 학자들에 의해 뒷받침되었으며, 이후 서유럽과 라틴 아메리카에서 미디어의 선전 역할이 실증적으로 평가되었다.

## 같이 보기
- 미디어 소유 구조의 집중화
- 대중조작
- 게이트키핑
- 군중심리학
- 선전 (사회학)
- 스핀 닥터